# Іст-Брендівайн Тауншип (округ Честер, Пенсільванія)
Іст-Брендівайн Тауншип (англ. East Brandywine Township) — селище (англ. township) в США, в окрузі Честер штату Пенсільванія. Населення — 9738 осіб (2020).

## Демографія
Згідно з переписом 2010 року, у селищі мешкали 6742 особи в 2369 домогосподарствах у складі 1912 родин. Було 2457 помешкань
Расовий склад населення:
| - 94,8 % — білих - 2,2 % — азіатів - 1,4 % — чорних або афроамериканців - 0,1 % — вихідців з тихоокеанських островів - 0,1 % — корінних американців |

До двох чи більше рас належало 1,2 %. Частка іспаномовних становила 1,8 % від усіх жителів.
За віковим діапазоном населення розподілялося таким чином: 26,4 % — особи молодші 18 років, 63,6 % — особи у віці 18—64 років, 10,0 % — особи у віці 65 років та старші. Медіана віку мешканця становила 41,6 року. На 100 осіб жіночої статі у селищі припадало 98,5 чоловіків;  на 100 жінок у віці від 18 років та старших — 98,5 чоловіків також старших 18 років.
Середній дохід на одне домашнє господарство  становив 142 063 долари США (медіана — 116 402), а середній дохід на одну сім'ю — 156 311 долар (медіана — 132 147). За межею бідності перебувало 1,5 % осіб, у тому числі 0,0 % дітей у віці до 18 років та 3,1 % осіб у віці 65 років та старших.
Цивільне працевлаштоване населення становило 3898 осіб. Основні галузі зайнятості: освіта, охорона здоров'я та соціальна допомога — 29,2 %, науковці, спеціалісти, менеджери — 17,5 %, виробництво — 12,0 %, фінанси, страхування та нерухомість — 10,3 %.